# Route départementale 5 (Alpes-de-Haute-Provence)
Pour les articles homonymes, voir Route départementale 5.
La route départementale 5, abrégée en RD 5 ou D 5, est une des routes des Alpes-de-Haute-Provence, qui relie Manosque à Redortiers. Elle partage le tracé de la RD 950 sur environ 1 km à la sortie ouest de Banon.

## Tracé de Manosque à Redortiers
- Manosque
- Col de la Mort d'Imbert, commune de Manosque
- Dauphin
- Saint-Michel-l'Observatoire
- Revest-des-Brousses
- Banon
- Redortiers